# La Montagne blanche
La Montagne blanche est un roman de l'écrivain franco-espagnol Jorge Semprún qui se déroule entre trois hommes pendant un week-end à la campagne.

## Présentation et contenu

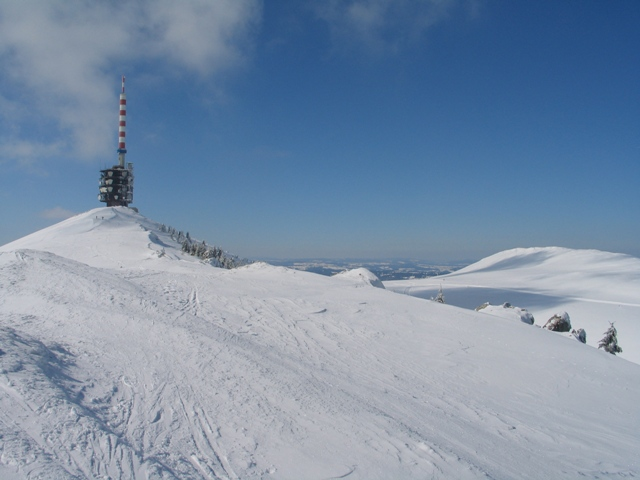
Montagne enneigée

Trois hommes se retrouvent dans une maison au bord de la Seine pour passer un week-end dans la campagne normande. 
Ils ont tous trois vécu les événements dramatiques qui ont secoué l'Europe depuis les années 1940 jusqu'à cette rencontre en Normandie pas très loin de Paris. C'est bien ce qui les rapproche, ce vécu commun ou au moins ce sur quoi ils peuvent échanger, cet effritement inéluctable de leurs rêves et de leurs espoirs et également un goût marqué pour la gent féminine.
Et même pourrait-on dire, pour le même type de femme, pour la femme en tant que telle. Ce sont des intellectuels passionnés par les difficultés de leur art, leur domaine de prédilection, la peinture pour Antoine de Stermania, l'écriture pour Juan Larrea — un nom cher à Jorge Semprun, l'un de ses nombreux pseudonymes qui ont émaillé son existence — la mise en scène pour Karel Kepela.
Le souvenir des amours qu'ils ont connues resurgissent et s'entrecroisent dans le dédale de leur mémoire. Ils évoquent les musées qu'ils ont fréquentés, de Madrid à Venise, de Prague à Zurich, où ils retrouvent des lieux chargés d'histoire et les bouleversements qui ont marqué un siècle lourd d'événements que cette génération a à porter.
Ces deux journées d'avril 1982 auront pour eux un goût à la fois amer et un goût de miel, mélange de femmes qu'ils prennent mais qui en même temps leur échappent, des obsessions de Kafka où ils se retrouvent, à la recherche d'une vérité qui s'éloigne à mesure qu'ils s'en approchent.